# Exposició colonial
Una exposició colonial era un tipus de l'exposició internacional adreçada a impulsar el comerç i reforçar el suport popular als diversos imperis colonials durant el Nou Imperialisme, que va començar a la dècada del 1880 amb la Cursa per l'Àfrica.
L'Exposició de l'Imperi Britànic de 1924/5, celebrada al Wembley Parc al nord-oest de Londres, es va classificar entre aquestes exposicions, però potser la més destacada va ser l'Exposició Colonial Internacional de Paris, de 1931, la qual va durar sis mesos i va vendre 33 milions de tiquets. L'exposició Colonial de París va començar el 6 de maig de 1931, i va abastar 110 hectàrees del Bois de Vincennes. L'exposició va incloure dotzenes de museus temporals i façanes que representaven les diverses colònies de les nacions europees, així com diversos edificis permanents. Entre aquests es trobava el Palais de la Porte Dorée, dissenyat per arquitecte Albert Laprode, que des de llavors va albergar el Museu permanent de les Colònies, i avui actua com el Ciutat Nacional de la Història de l'Immigració.
Una exposició anticolonial es va celebrar prop de l'exposició de 1931, titulada la Veritat de les Colònies i que va ser organitzada pel Partit Comunista francès. La primera secció va ser dedicada als delictes comesos durant les conquestes colonials, i va incloure la crítica dels treballs forçats portats a terme per Albert Londres i André Gide, mentre que la segona segon un va fer una disculpa de la política de les nacionalitats dels Soviets comparada amb el "colonialisme imperialista".
Alemanya i Portugal també van organitzar exposicions colonials, així com Bèlgica, que va tenir un Fira colonial a finals de 1948. Els zoològics humans van ser presentats dins algunes d'aquestes exposicions, com el de l'exposició parisenca de 1931.
L'Imperi del Japó va acollir vitrines colonials a les illes de I'Arxipèlag Japonès, però també promoure diverses exposicions a gran escala a les seves colònies de Corea i Taiwan. Tanmateix, aquestes exposicions tenien objectius comparables als dels seus homòlegs europeus, ja que van destacar els èxits econòmics i el progrés social sota la regla colonial japonesa, i alhora en matèries del seu colonialisme.

## Llista d'exposicions colonials
Exposicions que podrien ser descrites com exposicions colonials inclourien:
| Nom de l'exposició                                                   | Data | Lloc         | País           | Notes |
| -------------------------------------------------------------------- | ---- | ------------ | -------------- | --- |
| Intercolonial Exhibition of Australasia                              | 1866 | Melbourne    | Austràlia      | |
| Intercolonial Exhibition                                             | 1870 | Sydney       | Austràlia      | va incloure el treball artístic d'Helena Scott |
| Victorian Intercolonial Exhibition                                   | 1875 | Melbourne    | Austràlia      | |
| Intercolonial Exhibition                                             | 1876 | Brisbane     | Austràlia      | |
| Internationale Koloniale en Uitvoerhandel Tentoonstelling            | 1883 | Amsterdam    | Països Baixos  | |
| Colonial and Indian Exhibition                                       | 1886 | Londres      | Regne Unit     | |
| Exposició Universal de París (1889)                                  | 1889 | París        | França         | Primera exposició colonial real de la història de França |
| Exposition internationale et coloniale                               | 1894 | Lió          | França         | Va veure l'assassinat del president de la República Sadi Carnot. |
| Exposição Insular e Colonial Portuguesa                              | 1894 | Porto        | Portugal       | |
| Great Industrial Exposition                                          | 1896 | Berlín       | Imperi Alemany | Exposició industrial que incorporava una exposició colonial. |
| Exposition nationale et coloniale                                    | 1896 | Rouen        | França         | |
| Exposició Internacional de Brussel·les de 1897                       | 1897 | Brussel·les  | Bèlgica        | |
| Exposition internationale et coloniale                               | 1898 | Rochefort    | França         | |
| Hanoi exhibition                                                     | 1902 | Hanoi        | França         | |
| United States, Colonial and International Exposition                 | 1902 | Nova York    | Estats Units   | |
| Plantilla:Illm                                                       | 1906 | Marsella     | França         | Organitzada del 15 d'abril al 15 de novembre. Va ser dirigida per Jules Charles-Roux. Va atreure 1.800.000 visitants que van visitar uns cinquanta palaus i pavellons. |
| Exposició colonial internacional de París                            | 1907 | París        | França         | Va tenir lloc al jardí tropical del Bois de Vincennes. Dos milions de visitants van desfilar entre els pobles reconstruïts. |
| Franco-British Exhibition                                            | 1908 | Londres      | Regne Unit     | Aquesta exposició va celebrar l'Entente Cordiale signada el 1904 pel Regne Unit i França. |
| Festival of Empire                                                   | 1911 | Londres      | Regne Unit     | |
| Exposició Universal de Brussel·les                                   | 1910 | Brussel·les  | Bèlgica        | |
| International exhibition of marine and maritime hygiene              | 1914 | Gènova       | Itàlia         | |
| Colonial Exhibition                                                  | 1914 | Semarang     | Països Baixos  | Es va proposar "donar una imatge completa de les Índies Neerlandeses en el seu estat pròsper actual". |
| Korea Trade Fair                                                     | 1915 | Seül         | Imperi Japonès | |
| International Exhibition of Rubber and Other Tropical Products       | 1921 | Londres      | Regne Unit     | |
| Exposition nationale coloniale                                       | 1922 | Marsella     | França         | |
| British Empire Exhibition                                            | 1924 | Londres      | Regne Unit     | |
| Korea Exhibition                                                     | 1929 | Seül         | Imperi Japonès | |
| Exposition internationale coloniale, maritime et d'art flamand       | 1930 | Anvers       | Bèlgica        | |
| Exposició colonial internacional de París                            | 1931 | París        | França         | Es va inaugurar el 6 de maig de 1931 a la Porte de Vincennes. L'exposició va durar sis mesos i va donar cabuda a 8 milions de visitants, que van poder observar les diverses cultures i immensos recursos de les possessions colonials de França. |
| Exposição Colonial Portuguesa                                        | 1934 | Porto        | Portugal       | |
| Taiwan Exhibition                                                    | 1935 | Taipei       | Imperi Japonès | |
| Empire Exhibition                                                    | 1936 | Johannesburg | Sud-àfrica     | L'Exposició de l'Imperi celebrada a Johannesburg del 15 de setembre de 1936 al 15 de gener de 1937 va ser la primera vegada que es va celebrar l'Exposició de l'Imperi fora de Gran Bretanya. Es va veure com una oportunitat per a l'expansió del comerç britànic. Va coincidir amb el Jubileu de Johannesburg i es va presentar a gran escala, amb més de vint acres d'exposicions industrials i comercials. Va ser inaugurada pel governador general. |
| Exposition Internationale des Arts et Techniques dans la Vie Moderne | 1937 | París        | França         | Celebrada a l'Île aux Cygnes sobre la França d'Ultramar. |
| Empire Exhibition                                                    | 1938 | Glasgow      | Regne Unit     | |
| Deutsche Kolonial Ausstellung                                        | 1939 | Dresden      | Alemanya Nazi  | |
| Exposição do Mundo Português                                         | 1940 | Lisboa       | Portugal       | Organitzada principalment com a celebració de l'Estado Novo. Una nació estrangera, el Brasil, va participar en l'exposició. |
| Foire coloniale                                                      | 1948 | Brussel·les  | Bèlgica        | |

## Imatges de les exposicions

Mapa de la Fira de Lió el 1894
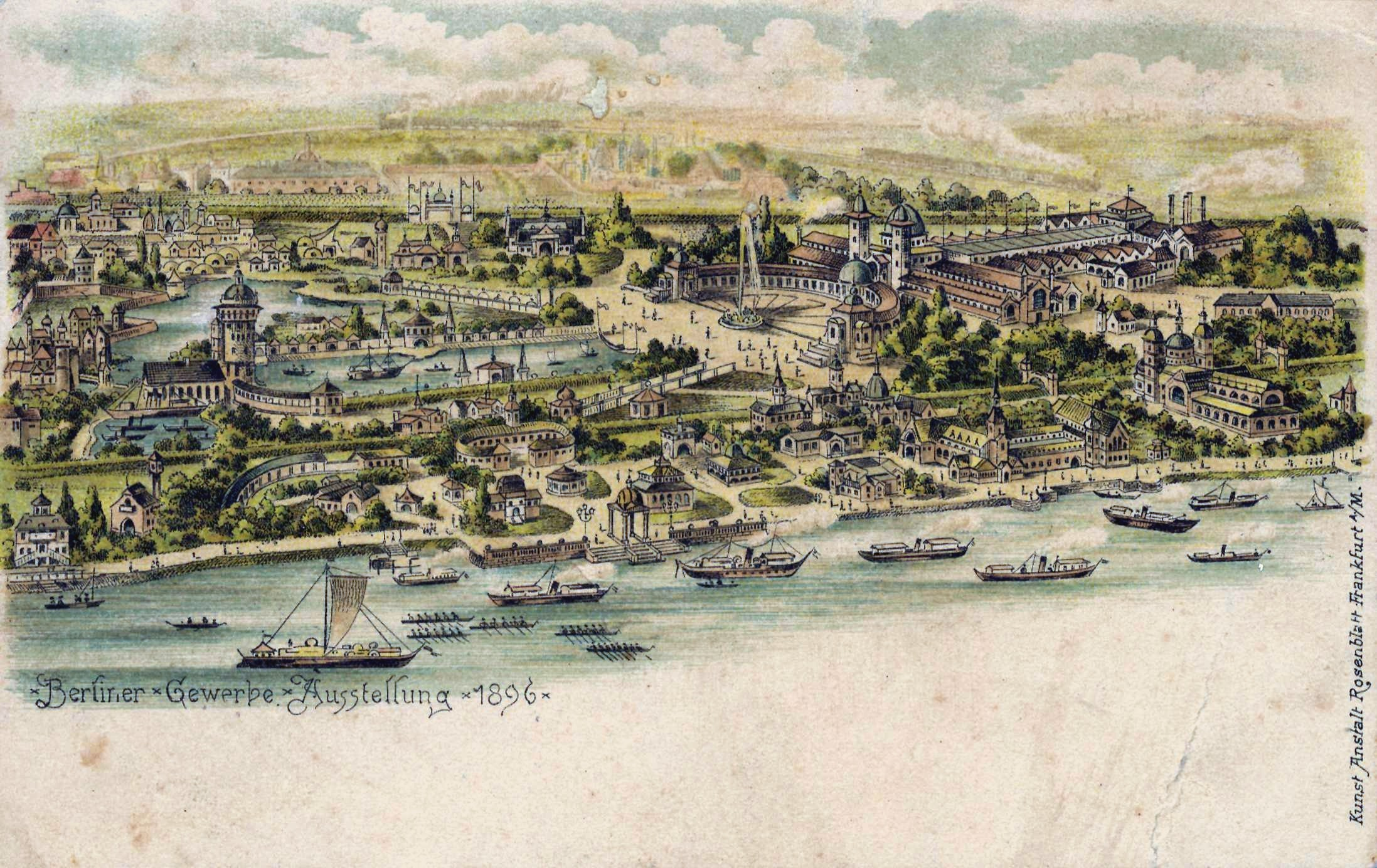
Vista general de l'exposició de 1896
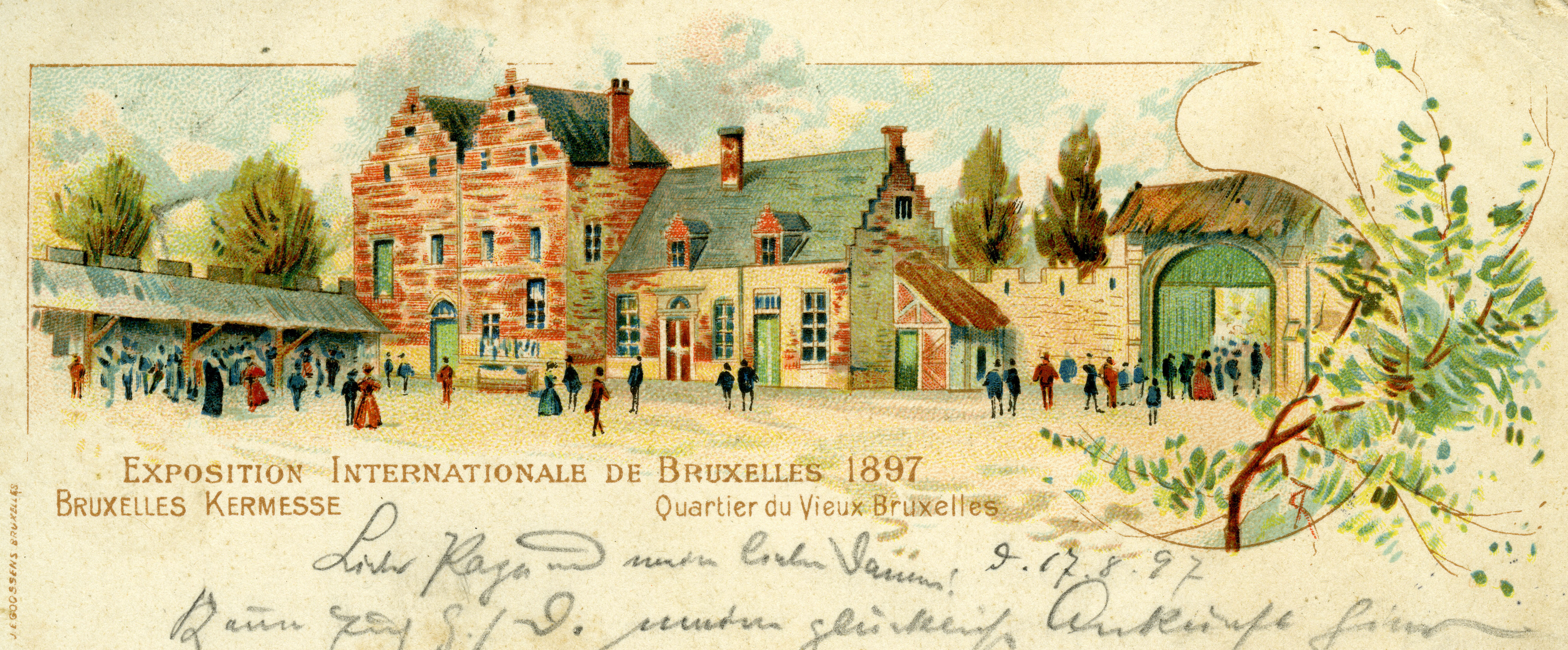
Postal de l'exposició internacional de Brussel·les
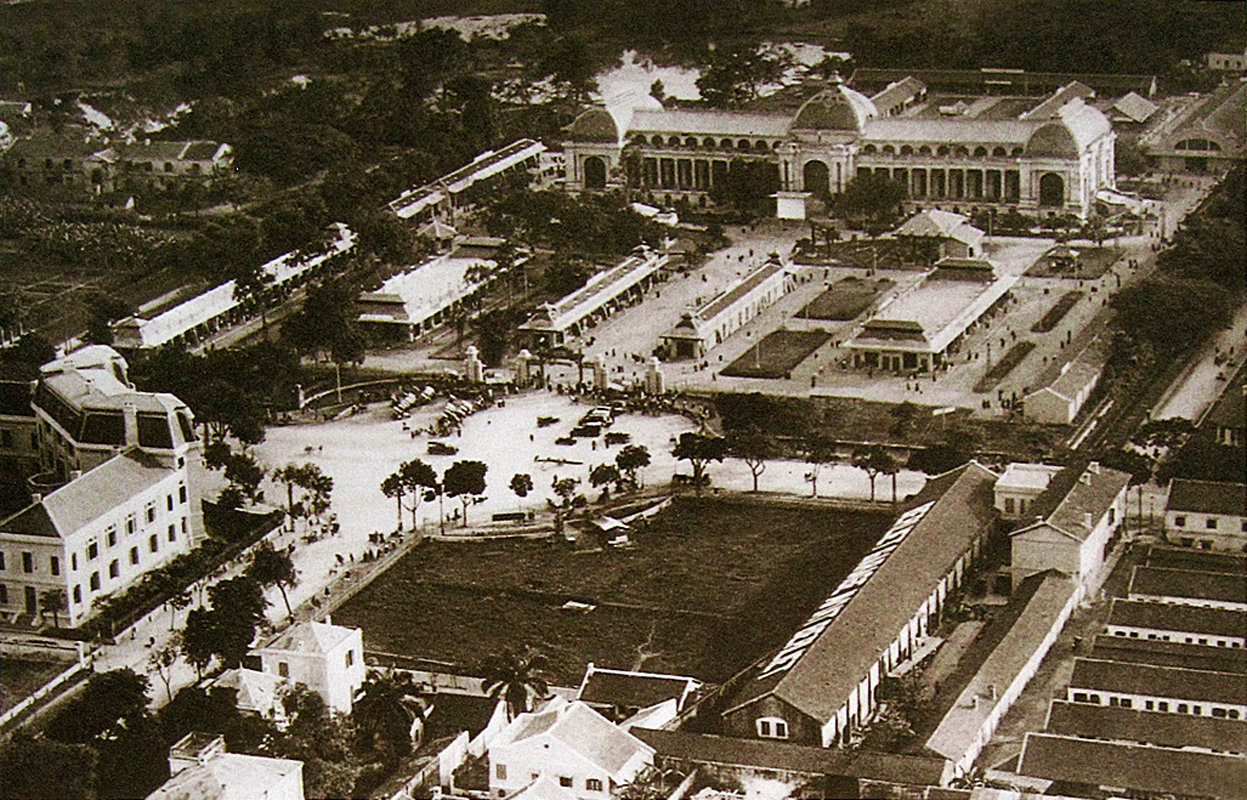
Postal del Palau d'Exposicións de l'Exposició de Hanoi
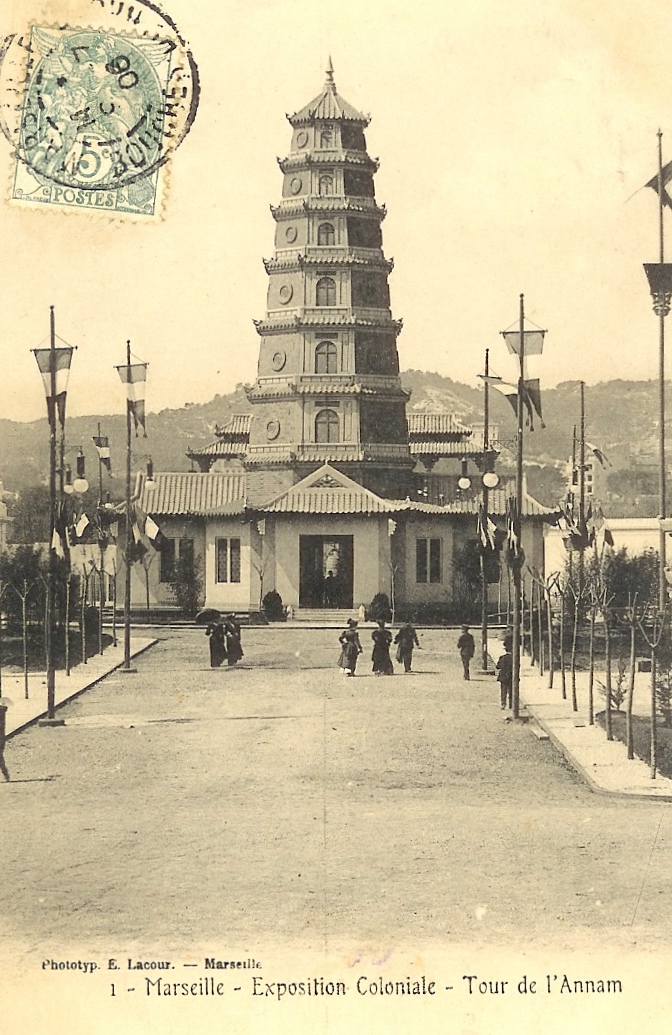
Postal de la torre Annam la construïda per l'exposició
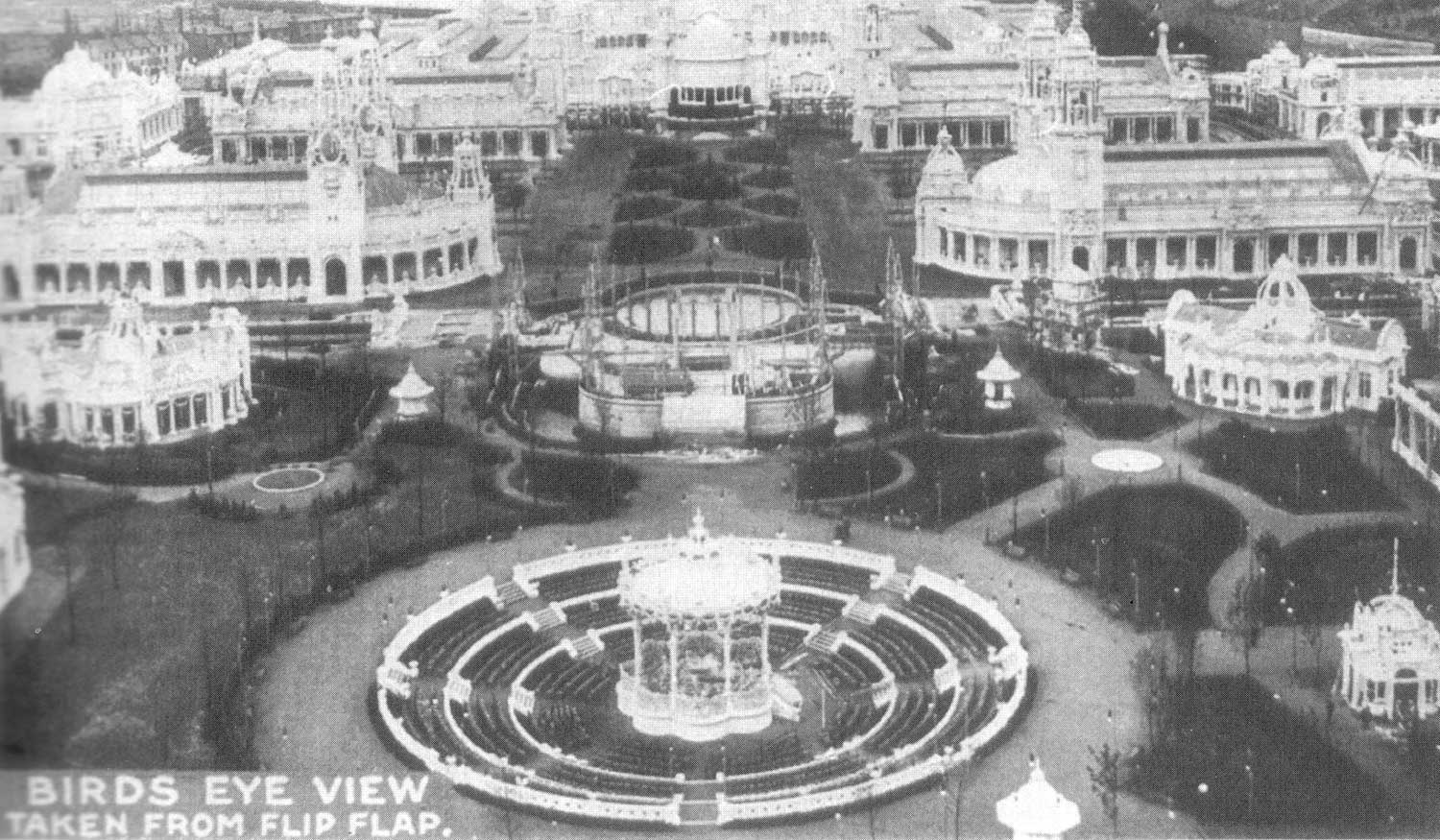
Vista aèria de l'exposició Franco-Britànica.
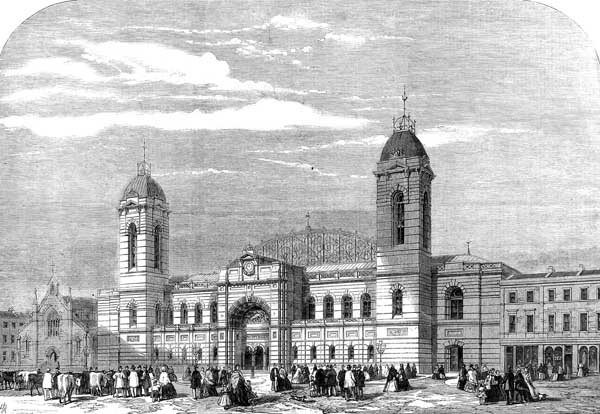
Saló Agrícola Reial de l'exposició de cautxú
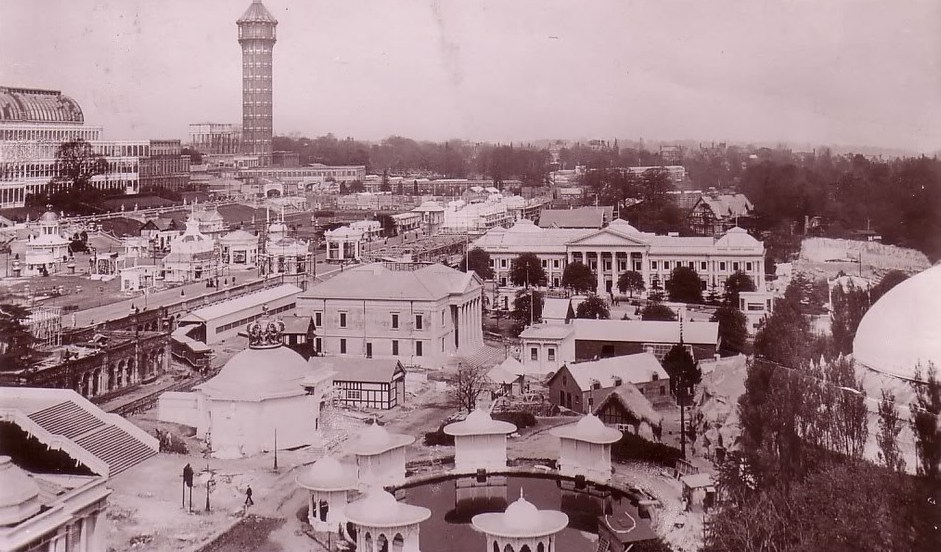
Replica de l'Edifici de Parlament del Canadà al Festival de l'Imperi
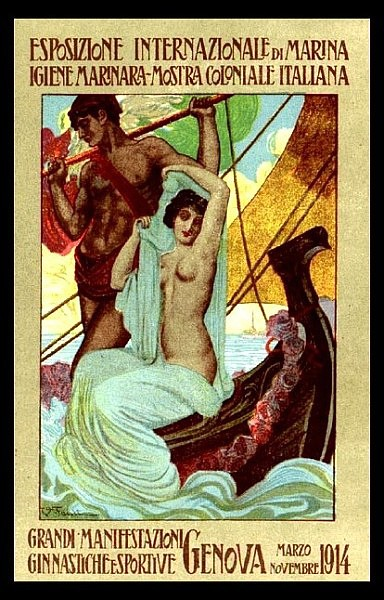
Cartell de l'exposició de Gènova de 1914
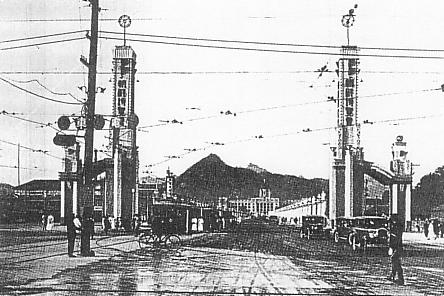
Entrada a l'Exposició de Corea, Seül, 1929
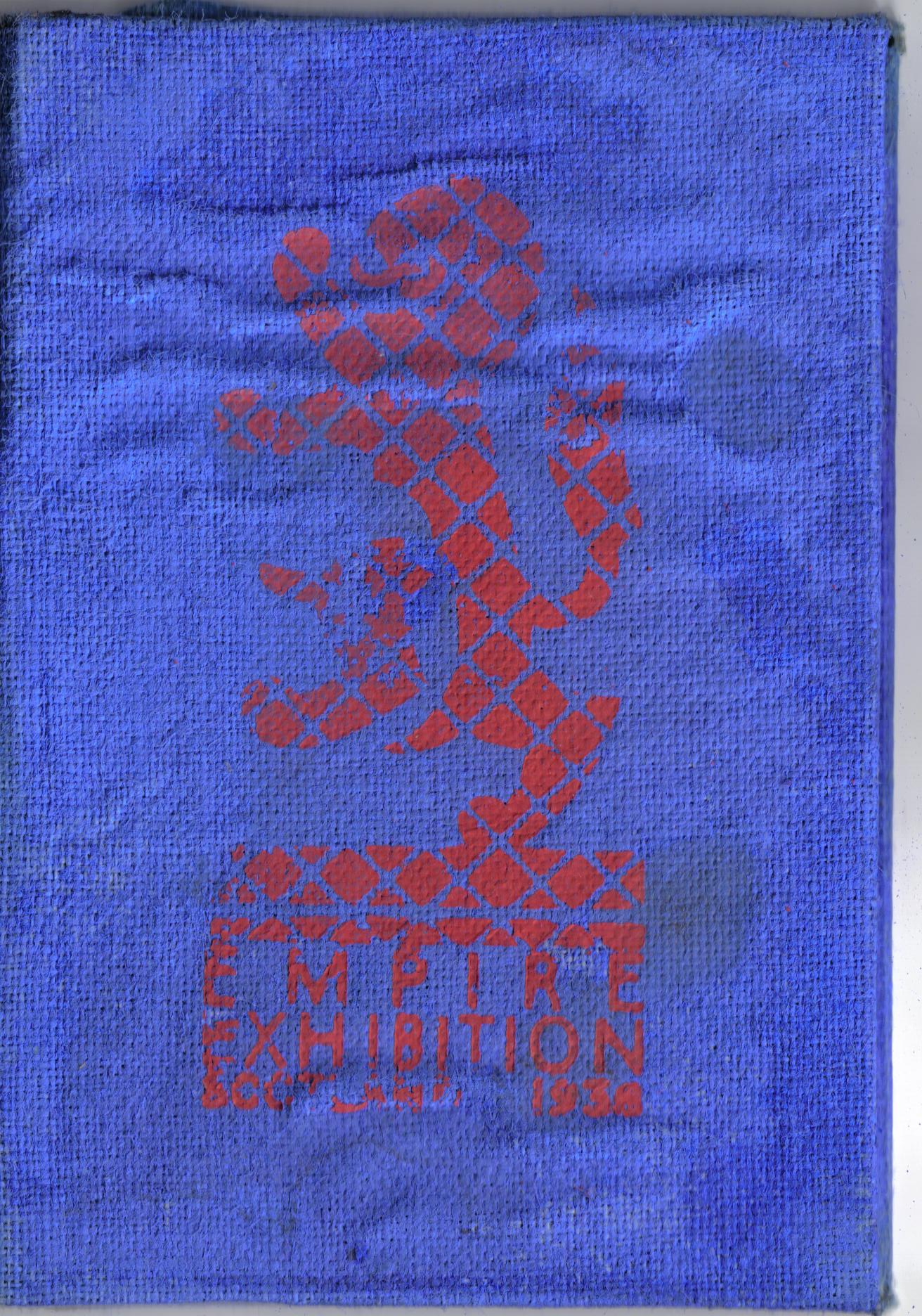
Logotip del ticket d'entrada de l'exposició de 1934
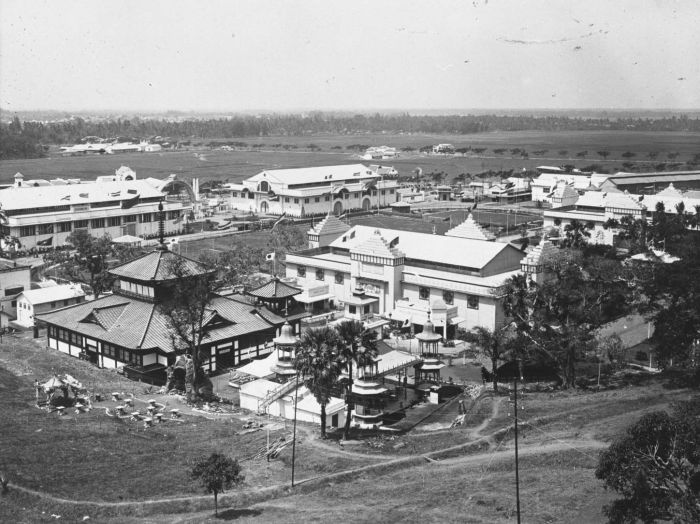
Vista aèria de l'exposició colonial de Semarang
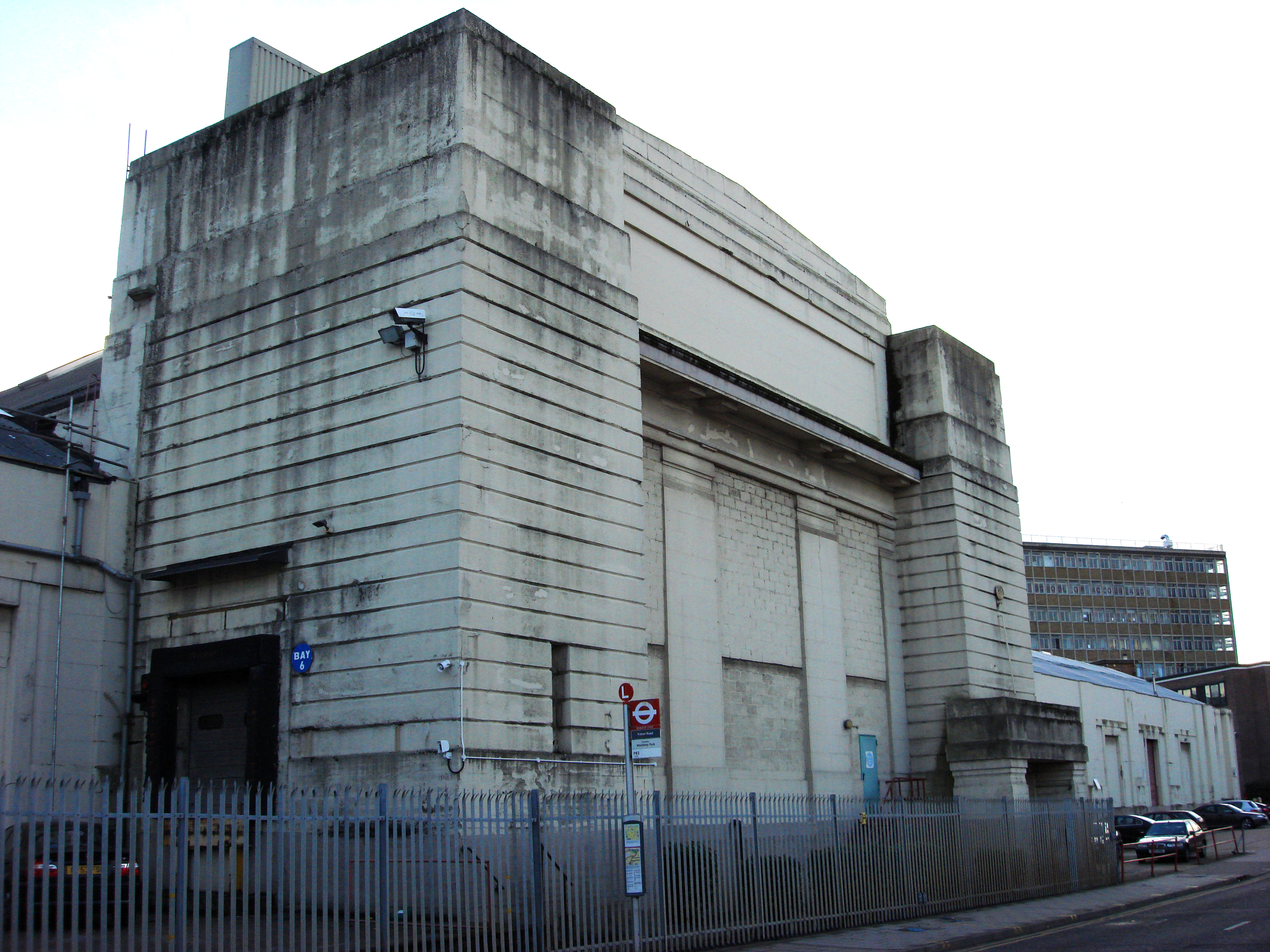
Edifici del Palau de la Indústria de l'Exposició de l'Imperi Britànic
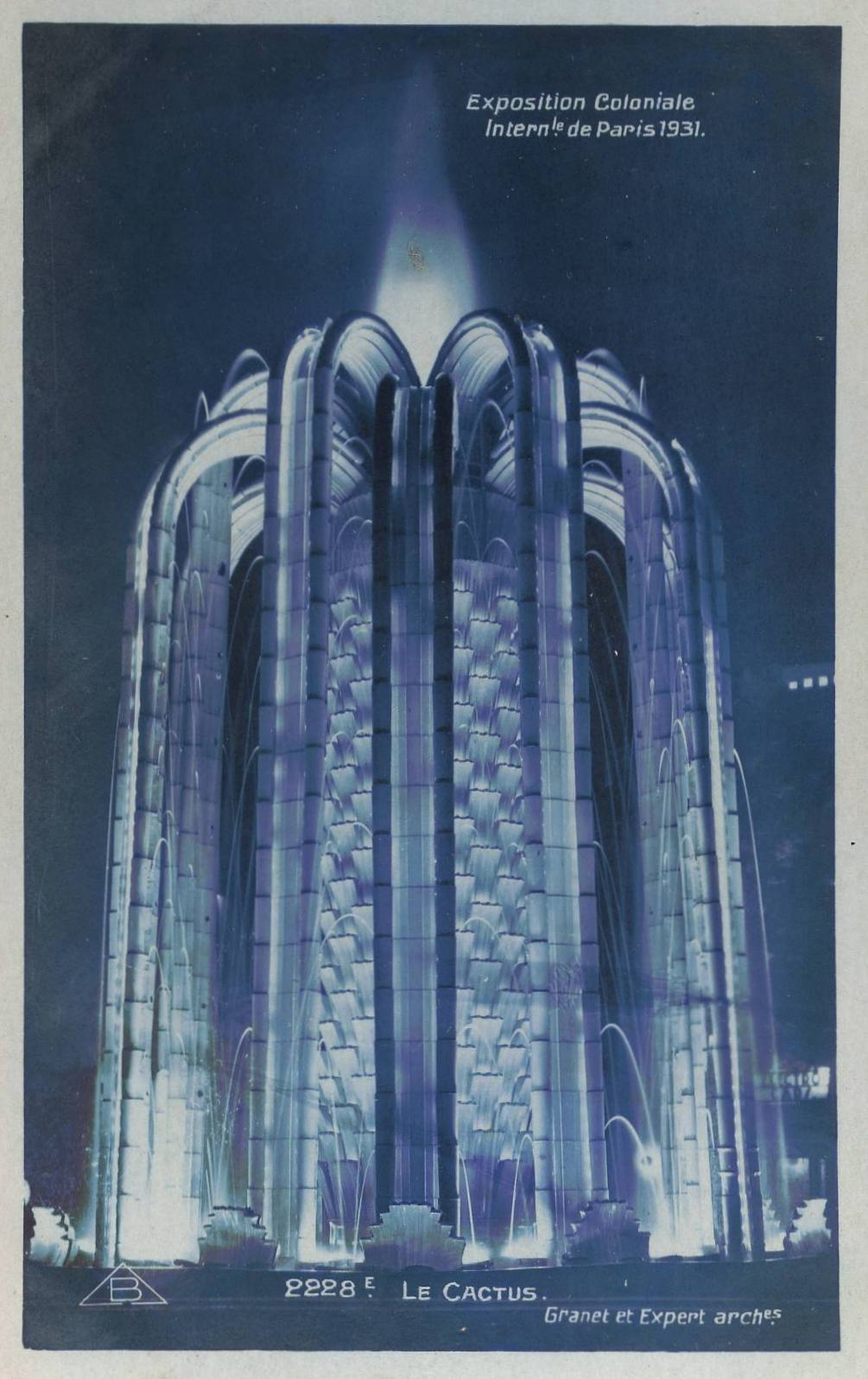
"Le Cactus" a l'exposició francesa de 1931
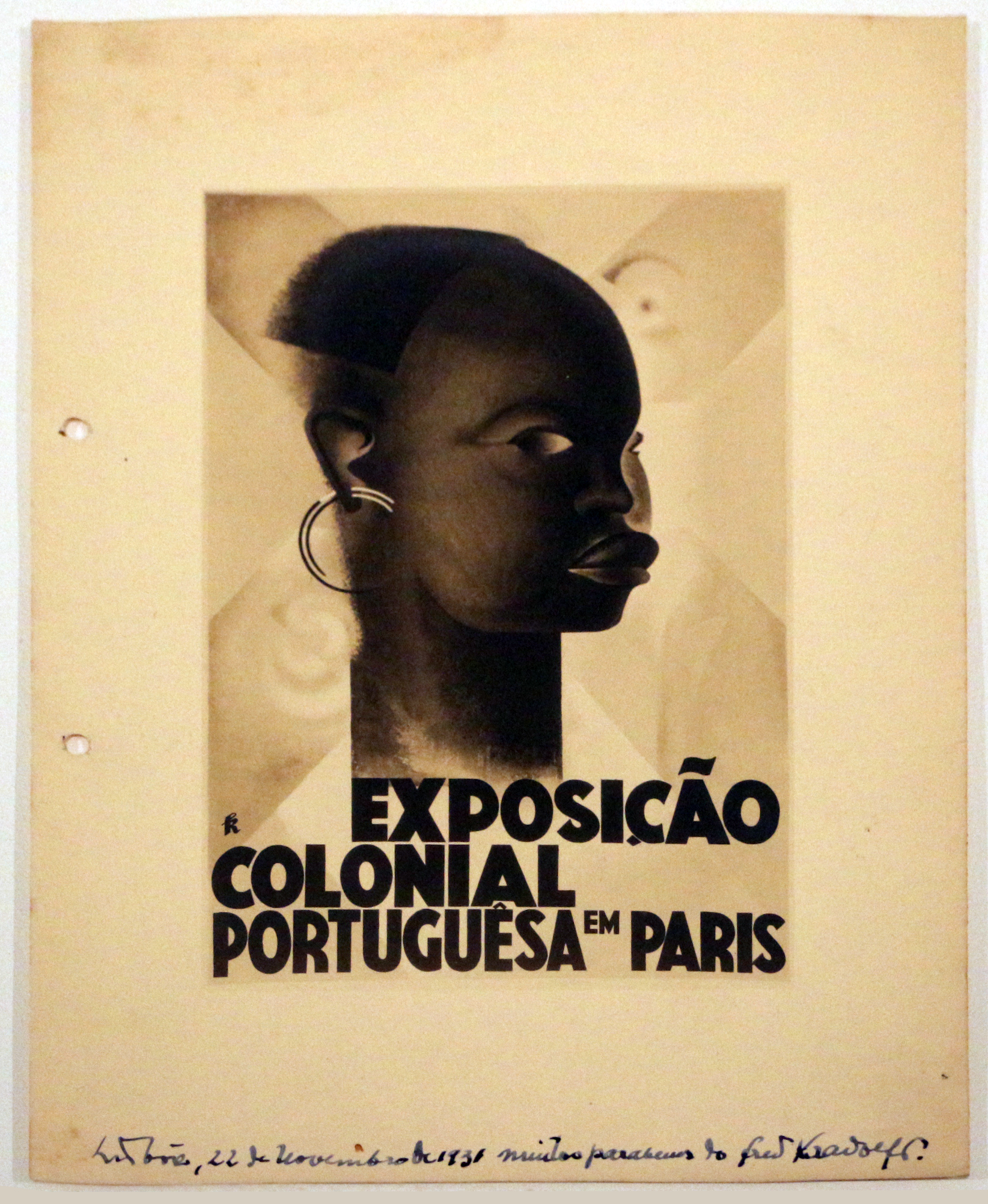
Poster de l'Exposició Colonial de París el 1931